# Challenger de Guayaquil 2024
El torneo Challenger Ciudad de Guayaquil 2024 fue un torneo de tenis perteneció al ATP Challenger Tour 2024 en la categoría Challenger 75. Se trató de la 20ª edición; el torneo tuvo lugar en la ciudad de Guayaquil (Ecuador), desde el 28 de octubre hasta el 3 de noviembre de 2024 sobre pista de tierra batida al aire libre.

## Jugadores participantes del cuadro de individuales
| Preclasificado | País                       | Jugador                 | Rank1 | Posición en el torneo |
| 1              | Bandera de Argentina       | Francisco Comesaña      | 97    | Segunda ronda         |
| 2              | Bandera de Argentina       | Federico Coria          | 101   | Semifinales           |
| 3              | Bandera de Colombia        | Daniel Elahi Galán      | 113   | Primera ronda         |
| 4              | Bandera de Argentina       | Román Andrés Burruchaga | 129   | Semifinales           |
| 5              | Bandera de Argentina       | Marco Trungelliti       | 135   | Primera ronda         |
| 6              | Bandera de Argentina       | Juan Manuel Cerúndolo   | 149   | Segunda ronda, retiro |
| 7              | Bandera de República Checa | Vít Kopřiva             | 150   | Segunda ronda         |
| 8              | Bandera de Argentina       | Federico Agustín Gómez  | 157   | CAMPEÓN               |

- 1 Se ha tomado en cuenta el ranking del 21 de octubre de 2024.

### Otros participantes
Los siguientes jugadores recibieron una invitación (wild card), por lo tanto ingresan directamente al cuadro principal (WC):
- Francisco Castro
- Marcos Lee Chan Baratau
- Ángel Véliz

Los siguientes jugadores ingresan al cuadro principal tras disputar el cuadro clasificatorio (Q):
- Alex Barrena
- Gerard Campana Lee
- Mathys Erhard
- Garrett Johns
- Mariano Kestelboim
- Ryan Nijboer

## Campeones

### Individual Masculino
- Federico Agustín Gómez derrotó en la final a  Tomás Barrios por 6–1, 6–4

### Dobles Masculino
- Karol Drzewiecki /  Piotr Matuszewski derrotaron en la final a  Luís Britto /  Marcelo Zormann por 6–4, 7–6(2)